# Mausoleum Tenge
Das Mausoleum Tenge ist ein denkmalgeschütztes Profangebäude in Oerlinghausen im nordrhein-westfälischen Kreis Lippe und mit der Nummer 45 als Baudenkmal in die städtische Denkmalliste eingetragen.

## Geschichte und Architektur
Das Mausoleum steht nahe der Heidersdorfer Straße etwa einen Kilometer südöstlich des Gutes Niederbarkhausen, dem Stammsitz der Familie Tenge und der ehemaligen Eigentümer Meier zu Barkhausen bzw. der Familie Barkhausen. Es wurde 1863 in Form eines dorischen Tempels errichtet. Am Anfang des 20. Jahrhunderts erhielt das Gebäude eine niedrigere Wandelhalle mit großen Fenstern und steinernen Karyatiden. In dem umfriedeten Bereich hinter dem Mausoleum befinden sich zahlreiche Gräber der Familie Tenge-Rietberg, die mit Skulpturen und Stelen geschmückt sind.